# Nenad Krstić
Nenad Krstić (no sérvio Ненад Крстић) (Kraljevo, 25 de julho de 1983) é um ex-jogador profissional de basquetebol sérvio que teve como último clube defendido o Anadolu Efes da Liga Turca.

## Estatísticas

### Temporada regular
| Ano     | Equipe        | PJ  | PT  | MPP  | %TC  | %3P  | %TL  | RPP | APP | ROB | TPP | PPP  |
| ------- | ------------- | --- | --- | ---- | ---- | ---- | ---- | --- | --- | --- | --- | ---- |
| 2004–05 | New Jersey    | 75  | 57  | 26.2 | .493 | .000 | .725 | 5.3 | 1.0 | .4  | .8  | 10.0 |
| 2005–06 | New Jersey    | 80  | 80  | 30.9 | .507 | .250 | .698 | 6.4 | 1.1 | .4  | .8  | 13.5 |
| 2006–07 | New Jersey    | 26  | 26  | 32.6 | .526 | .000 | .711 | 6.8 | 1.8 | .4  | .9  | 16.4 |
| 2007–08 | New Jersey    | 45  | 38  | 18.0 | .410 | .000 | .754 | 4.4 | .6  | .2  | .4  | 6.6  |
| 2008–09 | Oklahoma City | 46  | 29  | 24.8 | .469 | .000 | .797 | 5.5 | .6  | .5  | 1.1 | 9.7  |
| 2009–10 | Oklahoma City | 76  | 76  | 22.9 | .502 | .200 | .717 | 5.0 | .7  | .4  | .6  | 8.4  |
| 2010–11 | Oklahoma City | 47  | 47  | 21.7 | .498 | .000 | .803 | 4.4 | .4  | .4  | .4  | 7.6  |
| 2010–11 | Boston        | 24  | 20  | 23.0 | .537 | .000 | .750 | 5.3 | .3  | .3  | .3  | 9.1  |
| Total   |               | 419 | 373 | 25.2 | .494 | .143 | .730 | 5.4 | .8  | .4  | .7  | 10.0 |

### Playoffs
| Ano   | Equipe        | PJ | PT | MPP  | %TC  | %3P  | %TL  | RPP | APP | ROB | TPP | PPP  |
| ----- | ------------- | -- | -- | ---- | ---- | ---- | ---- | --- | --- | --- | --- | ---- |
| 2005  | New Jersey    | 4  | 4  | 38.5 | .563 | .000 | .792 | 7.5 | 1.8 | .2  | .5  | 18.3 |
| 2006  | New Jersey    | 11 | 11 | 33.3 | .504 | .000 | .711 | 6.8 | .7  | .4  | .9  | 14.7 |
| 2010  | Oklahoma City | 6  | 6  | 21.5 | .405 | .000 | .929 | 5.8 | .7  | .5  | .7  | 7.2  |
| 2011  | Boston        | 7  | 0  | 8.0  | .625 | .000 | .667 | 1.7 | .3  | .0  | .6  | 1.7  |
| Total |               | 28 | 21 | 25.2 | .505 | .000 | .767 | 5.4 | .8  | .3  | .7  | 10.4 |